# Emburrecimento
Emburrecimento (em inglês: dumbing down) é a simplificação deliberada do conteúdo intelectual na educação, literatura, cinema, notícias, videojogos e cultura. Originário de 1933, o termo "dumbing down" era uma gíria da indústria cinematográfica, usada por roteiristas, significando: "[revisar] para atrair aqueles com pouca educação ou inteligência". A simplificação varia de acordo com o assunto e geralmente envolve a diminuição do pensamento crítico ao minar a linguagem padrão e os padrões de aprendizagem, banalizando assim os padrões académicos, a cultura e as informações significativas, como no caso da cultura popular.

## Educação
No final do século XX, a proporção de jovens que frequentavam a universidade no Reino Unido aumentou acentuadamente, incluindo muitos que anteriormente não seriam considerados como possuidores da aptidão escolar adequada. Em 2003, a Ministra das Universidades do Reino Unido, Margaret Hodge, criticou os diplomas do Mickey Mouse como uma consequência negativa das universidades simplificarem os seus cursos para irem ao encontro das "necessidades do mercado": estes diplomas são conferidos para estudos numa área de atuação "onde o conteúdo talvez não seja tão [intelectualmente] rigoroso como seria de esperar, e onde o diploma, em si, pode não ter grande relevância no mercado de trabalho": assim, um diploma universitário de fraca substância intelectual, que o aluno obteve "simplesmente acumulando números nos cursos do Mickey Mouse, não é aceitável".
Em Dumbing Us Down: The Hidden Curriculum of Compulsory Schooling (1991, 2002), John Taylor Gatto apresentou discursos e ensaios, incluindo "The Psychopathic School", o seu discurso de aceitação do prémio de Professor do Ano da Cidade de Nova Iorque em 1990, e "The Seven-Lesson Schoolteacher", o seu discurso de aceitação ao ser nomeado Professor do Ano do Estado de Nova Iorque em 1991. Gatto escreve que, embora tenha sido contratado para ensinar inglês e literatura, passou a acreditar que estava a ser empregado como parte de um projeto de engenharia social. As "sete lições" na base da escolaridade nunca foram explicitamente declaradas, escreve Gatto, mas incluíam ensinar aos alunos que a sua autoestima dependia de avaliação externa, que eles eram constantemente classificados e supervisionados e que não tinham oportunidades de privacidade ou solidão. Gatto especulou:
 
Seria possível, tendo eu sido contratado, não aumentar o poder das crianças, mas diminuí-lo? À primeira vista, isto parecia uma loucura, mas, aos poucos, comecei a perceber que os sinos e o confinamento, as sequências loucas, a segregação por idade, a falta de privacidade, a vigilância constante e todo o resto do currículo escolar nacional foram concebidos exatamente como se alguém se tivesse empenhado em impedir que as crianças aprendessem a pensar e a agir, para as induzir ao vício e a comportamentos dependentes.
Ao examinar as sete lições do ensino, Gatto concluiu que "todas estas lições são um treino essencial para as classes baixas permanentes, pessoas privadas para sempre de encontrar o centro de seu próprio génio especial". Que "a escola é uma sentença de doze anos de prisão, onde os maus hábitos são o único currículo verdadeiramente aprendido. Eu dou aulas e ganho prémios por isso. Eu deveria saber."
Na educação especial, a simplificação dos materiais educacionais é chamada de modificação.

## Meios de comunicação de massa
Em França, Michel Houellebecq escreveu (sem se excluir a si próprio) sobre "o chocante embrutecimento da cultura e do intelecto franceses, como foi recentemente apontado, [2008] de forma severa mas justa, pela revista Time".

## Na cultura popular
O filme de ficção científica Idiocracy (2006) retrata os EUA como uma sociedade extremamente emburrecida 500 anos no futuro, na qual a baixa cultura e o filistinismo foram involuntariamente alcançados pela erosão da linguagem e da educação, juntamente com a disgenia, onde pessoas de menor inteligência  reproduziam-se mais rápido do que as pessoas de maior inteligência. Conceitos semelhantes apareceram em obras anteriores, notavelmente o conto de ficção científica "The Marching Morons" (1951), de Cyril M. Kornbluth, que também apresenta um protagonista moderno num futuro dominado por pessoas de baixa inteligência. Além disso, o romance Brave New World (1931), de Aldous Huxley, discutiu as maneiras pelas quais uma sociedade utópica foi deliberadamente emburrecida a fim de manter a estabilidade política e a ordem social, eliminando conceitos complexos desnecessários para o funcionamento da sociedade (por exemplo, o Selvagem tenta ler Shakespeare para as massas e não é compreendido). Usos mais malévolos da simplificação para preservar a ordem social também são retratados em Matrix, 1984 e muitos filmes distópicos.
O crítico social Paul Fussell abordou estes temas ("deriva proletária") no seu livro de não ficção Class: A Guide Through the American Status System (1983)  e concentrou-se neles especificamente em BAD: or, The Dumbing of America (1991).